# 1977 في أستراليا
فيما يلي قوائم الأحداث التي وقعت خلال عام 1977 في أستراليا.

## سياسة

### تعيين في المنصب
- 19 نوفمبر – جون هوارد أمين صندوق أستراليا [الإنجليزية]‏.

### انتهاء فترة المنصب
- 16 نوفمبر – ريمون ستيل هول عضو مجلس الشيوخ الأسترالي [الإنجليزية]‏.

## ظهور
- 1 يناير – نويز روك

## كتب
من الكتب التي صدرت هذه السنة في أستراليا:
- 1 يناير – طيور الشوك من تأليف كولين مكلو.

## مواليد

### يناير
- 25 يناير – لوك روبرتس

### فبراير
- 14 فبراير – كاديل إفانز درّاج طريق أسترالي.

### مارس
- 3 مارس – لوك بورجوا لاعب كرة مضرب أسترالي.

### أبريل
- 14 أبريل – بن ويليامز

### مايو
- 6 مايو – شانتيل نيوبيري غطاسة أسترالية.

### يونيو
- 23 يونيو – هايدن فوكس لاعب كرة قدم أسترالي.

### يوليو
- 6 يوليو – بلاتسيس كون لاعب كرة قدم أسترالي.
- 26 يوليو – ريبيكا جيمس مغنية أسترالية.

### سبتمبر
- 3 سبتمبر – ستيفن لايبوت لاعب كرة قدم أسترالي.
- 10 سبتمبر – ترودي موسغريف لاعبة كرة مضرب أسترالية.
- 28 سبتمبر – كاميرون دونالد متسابق دراجات نارية أسترالي.

### أكتوبر
- 1 أكتوبر – ماثيو ويلسون
- 14 أكتوبر – جوي ديدوليكا لاعب كرة قدم كرواتي.
- 17 أكتوبر – ستيفن ولدريدج درّاج طريق أسترالي.

### نوفمبر
- 12 نوفمبر – بول هانلي لاعب كرة مضرب أسترالي.

## وفيات

### أبريل
- 11 أبريل – كارين كرانتزكي (مواليد 1947) لاعبة كرة مضرب أسترالية.